# Suwallia wardi
Suwallia wardi is een steenvlieg uit de familie groene steenvliegen (Chloroperlidae). De wetenschappelijke naam van de soort is voor het eerst geldig gepubliceerd in 1991 door Kondratieff & Kirchner.